# Heiner Flassbeck

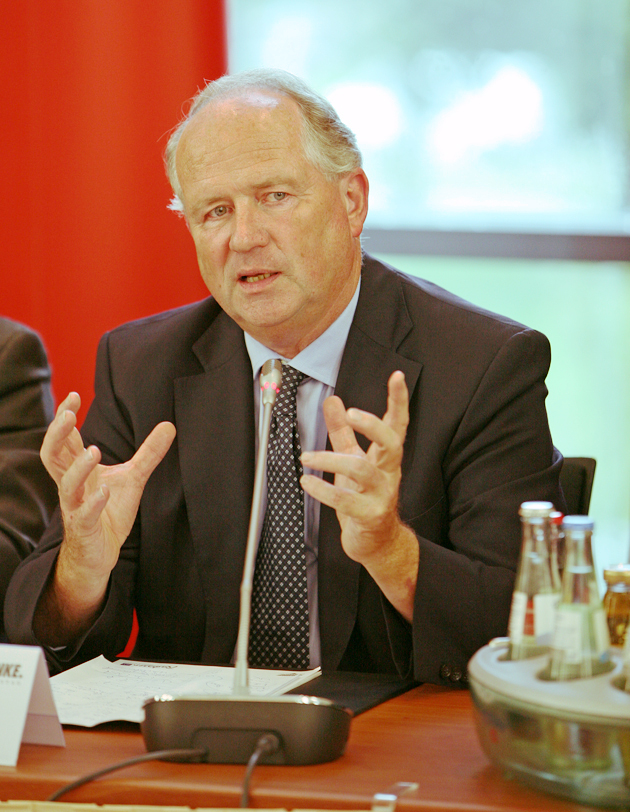
Heiner Flassbeck 2011

Heiner Flassbeck (* 12. Dezember 1950 in Birkenfeld) ist ein deutscher Wirtschaftswissenschaftler. Er war von 1998 bis 1999 Staatssekretär im Bundesministerium der Finanzen und von Januar 2003 bis Ende 2012 Chef-Volkswirt (Chief of Macroeconomics and Development) bei der Konferenz der Vereinten Nationen für Handel und Entwicklung (UNCTAD) in Genf. Er war bis November 2019 neben Paul Steinhardt Herausgeber der Online-Zeitschrift Makroskop und ist wie dieser im Vereinsvorstand der Georg-Friedrich-Knapp-Gesellschaft für Politische Ökonomie (GFKG).

## Leben
Heiner Flassbeck studierte von 1971 bis 1976 Volkswirtschaftslehre an der Universität des Saarlandes. In dieser Zeit war er Assistent am Lehrstuhl von Wolfgang Stützel mit Schwerpunkt Währungsfragen. Danach arbeitete er bis 1980 im Assistentenstab des Sachverständigenrates zur Begutachtung der gesamtwirtschaftlichen Entwicklung. Er wurde 1987 an der Freien Universität Berlin mit dem Thema: Preise, Zins und Wechselkurs. Zur Theorie der offenen Volkswirtschaft bei flexiblen Wechselkursen zum Dr. rer. pol. promoviert.
Nachdem er seit 1980 im Bundeswirtschaftsministerium in Bonn tätig gewesen war, wechselte er im Jahre 1986 zum Deutschen Institut für Wirtschaftsforschung (DIW) in Berlin, wo er an Arbeitsmarkt- und Konjunkturanalysen und über wirtschaftspolitische Konzepte arbeitete. 1990 übernahm er beim DIW die Leitung der Abteilung Konjunktur.
Nach dem Regierungswechsel im Oktober 1998 wurde er zum Staatssekretär im Bundesministerium der Finanzen berufen (Kabinett Schröder I). Er beriet den damaligen Bundesfinanzminister Oskar Lafontaine bei dessen Vorhaben, gemeinsam mit dem französischen Finanzminister Dominique Strauss-Kahn eine keynesianische Finanz- und Währungspolitik auf europäischer Ebene zu etablieren sowie das Weltwährungssystem zu reformieren. Nach dem Rücktritt von Lafontaine im März 1999 wurde Flassbeck im April 1999 von Hans Eichel wegen abweichender finanz- und wirtschaftspolitischer Auffassungen als Staatssekretär entlassen.
Anschließend war er als freier Wirtschaftsforscher und Publizist tätig. Von November 2000 bis Dezember 2002 arbeitete er als Senior-Ökonom bei der Konferenz der Vereinten Nationen für Handel und Entwicklung. Von Januar 2003 bis zu seinem Eintritt in den Ruhestand war er Chef-Volkswirt (Chief of Macroeconomics and Development) der UNCTAD, seit August 2003 Leiter der Abteilung für Globalisierung und Entwicklung (Director of Division on Globalization and Development Strategies).
Die Hamburger Universität für Wirtschaft und Politik ernannte Flassbeck im März 2005 zum Honorarprofessor.

## Wirtschaftspolitische Standpunkte
In seiner frühen wissenschaftlichen Laufbahn, in den 1980er-Jahren, beschäftigte sich Flassbeck im Besonderen mit Fragen der Außenhandelstheorie und der Währungspolitik. In seiner Arbeit Freihandel, GATT und das internationale Währungssystem legte er 1985 einen Versuch vor, die Vorteile des Freihandels auf der Grundlage einer neuen Handelstheorie neu zu definieren. Im Rahmen eines Systems flexibler Währungen sei eine Entscheidung zwischen Protektionismus und Freihandel nicht zu treffen, außerdem nicht die angestrebte nationale Autonomie der Geldpolitik zu erreichen. In seiner Dissertation von 1988, Preise, Zins und Wechselkurs, sprach er sich schließlich für „absolut feste Wechselkurse“ als einzige Lösung aus, die eine effiziente und stetige Anpassung der Weltwirtschaft und die äußere Preisstabilität gewährleiste. Die Auswirkungen der Auf- und Abwertungen bei flexiblen Wechselkursen gleichen laut Flassbeck diskretionären staatlichen Eingriffen und sind ebenso exogen wie nicht marktbestimmte Wechselkursveränderungen.
Seine wirtschaftspolitischen Standpunkte legte Heiner Flassbeck in dem gemeinsam mit der Ökonomin Friederike Spiecker verfassten Buch Das Ende der Massenarbeitslosigkeit (2007) vor. Die Gründe für die langjährige Wachstumsschwäche und die hohe Arbeitslosigkeit in Deutschland sieht er nicht als Folge des technischen Fortschritts, der Globalisierung oder zu hoher Löhne, sondern einer nicht an der Nachfrage orientierten Politik. Flassbeck plädiert stattdessen für eine Wirtschaftspolitik, die Grundideen von John Maynard Keynes folgt, und fordert eine „Reform des Denkens“. Nach der ersten Zuspitzung der Finanzkrise veröffentlichte er im März 2009 sein Buch Gescheitert. Warum die Politik vor der Wirtschaft kapituliert. Dort beleuchtet er besonders die Versäumnisse der deutschen Wirtschaftspolitik bei der Wiedervereinigung und deren Wiederholung bei der Europäischen Währungsunion. Er führt die ökonomische Krise auf eine strukturkonservative Politik zurück, die sich an einzelwirtschaftlichen Partikularinteressen orientiere, womit die Marktwirtschaft letztlich in Frage gestellt würde.
Im September 2010 erschien Flassbecks Buch: Die Marktwirtschaft des 21. Jahrhunderts. Schocks und Krisen seien die Normalität eines marktwirtschaftlichen Systems, Phasen der Stabilität der Ausnahmefall. Es bedürfe einer internationalen Geldordnung, wie sie in Ansätzen schon in der frühen Nachkriegszeit mit Bretton Woods bestanden habe. In der neuen Marktwirtschaft des 21. Jahrhunderts müsse für jedes Problem ergebnisoffen nach Lösungen gesucht werden, die entweder vom Markt oder vom Staat getragen sein können. Zu den eindeutig auf internationaler Ebene staatlich zu bestimmenden Preisen gehören demnach Zinsen, Wechselkurse und umweltrelevante Rohstoffe. Schon in einem System deregulierter Finanzmärkte, wie es seit Anfang der 1980er-Jahre besteht, sei die Preisbildung über Angebot und Nachfrage außer Kraft gesetzt – damit liege kein Markt im eigentlichen Sinne vor.
Eine weitere Veröffentlichung Flassbecks, die im Januar 2012 erstmals erschienenen Zehn Mythen der Krise, enthalten eine vorwiegend politische Bewertung der Finanz- und Eurokrise sowie die Erwartung, dass die volkswirtschaftliche „Aufklärung“ erst durch eine für die Zukunft zu erwartende neue Krise erreicht werden könne.

### Sparen und Investieren
Flassbeck misst der Einsicht, dass eine Volkswirtschaft nicht sparen könne, eine bedeutende Rolle zu. Die allgemeine Auffassung, dass eine Volkswirtschaft netto sparen könne, also insgesamt Geld über einen bestimmten Zeitraum sparen könne, um mit dem angesparten Geld erst in einer zukünftigen Periode Investitionen zu finanzieren, sei falsch. Sparen bei dem einen Wirtschaftssubjekt führe gegenwärtig notwendig zu einem Einkommensausfall bei einem anderen Wirtschaftssubjekt. In der Gegenwart bleibe irgendjemand in der Volkswirtschaft auf seinem Angebot sitzen. Ausgaben, die nicht getätigt würden, fielen in gleicher Höhe weg. Da die Summe der Einnahmen und damit die Einkommen aller Wirtschaftssubjekte gleich der Summe der Ausgaben und damit der Nachfrage aller Wirtschaftssubjekte seien, sänken in der Folge die Einkommen. Das innerhalb einer Periode erwirtschaftete Einkommen müsse immer verwendet werden. In Analogie zur Zeit, die man nicht sparen kann, könne es Sparen im Sinne von Nichtverwendung in einer Volkswirtschaft nicht geben. Heutige Investitionen seien die Voraussetzung für die Bildung von Ersparnissen, nicht umgekehrt. Beide Größen seien lediglich in einer Ex-post-Betrachtung gleich.
Aus dem Unwissen bei Bürgern und Wirtschaftspolitikern über den Unterschied zwischen gesamt- und einzelwirtschaftlicher Betrachtungsweise heraus lassen sich laut Flassbeck viele Fehler der heutigen Wirtschaftspolitik analysieren. So werde die Staatsverschuldung fälschlicherweise als eine Verschuldung gegenüber zukünftigen Generationen angesehen. Stattdessen werde der Wohlstand eines Landes allein von seinem zukünftigen Kapitalstock bestimmt, also vor allem von den vorhandenen Maschinen und Anlagen sowie dem Qualifizierungsstand seiner Bevölkerung und dem Sozialkapital (welches die Stabilität der gesellschaftlichen Grundordnung einschließt). Problematisch sei auf gesamtstaatlicher Ebene eine Verschuldung nur, wenn sie netto gegenüber dem Ausland bestehe.

### Geld-, Fiskal- und Lohnpolitik

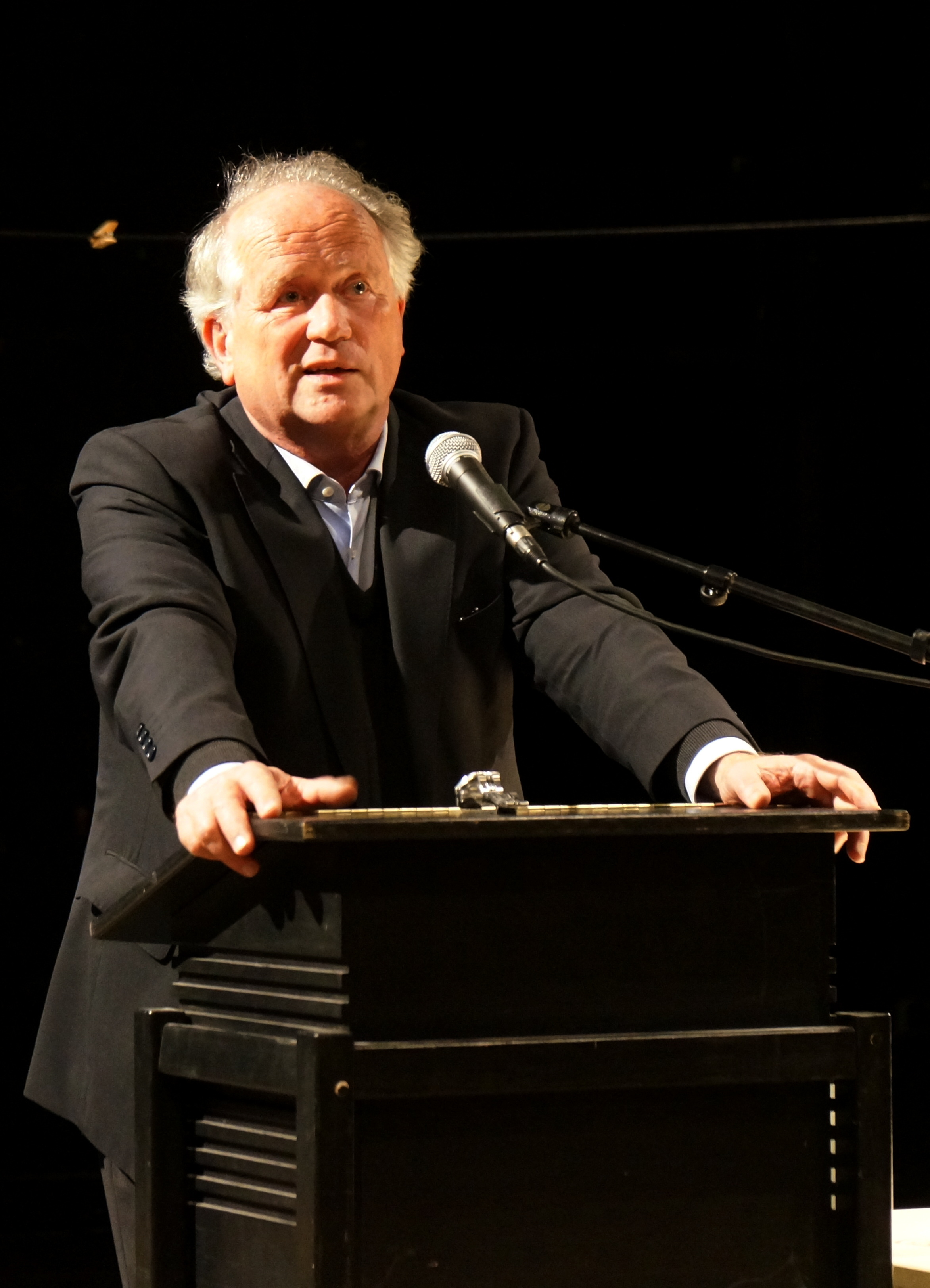
Heiner Flassbeck bei einem Vortrag in Bremen 2015

Flassbeck sieht die Notwendigkeit einer Koordinierung von Geldpolitik, Lohnpolitik und Fiskalpolitik. Der Geldpolitik weist Flassbeck eine überragende Bedeutung für Wachstum und Beschäftigung zu und lehnt ihre Verkürzung auf die Bewahrung der Preisstabilität ab. Den Monetarismus als Steuerung der Inflationsrate über die Geldmenge erklärt er für gescheitert. Er sei in den 1980er-Jahren von einigen Notenbanken als Reaktion auf die Ölkrisen und die damit verbundene Stagflation der 1970er-Jahre praktiziert worden, habe aber zu Investitionseinbrüchen und hoher Arbeitslosigkeit geführt und sei daher spätestens in den 1990er-Jahren wieder aufgegeben worden. Flassbeck stellt dabei die Besonderheit der deutschen und der europäischen Geldpolitik heraus, die im Gegensatz zur Mehrheit der Notenbanken bei einer monetaristischen Grundhaltung geblieben seien.
Flassbeck führt an, dass die Geldpolitik der Bundesbank und der EZB sich bei der Steuerung der Geldmenge stets am Produktionspotenzial der Vergangenheit orientiert hätte. Überstiege das Wachstum der Geldmenge beziehungsweise des Bruttoinlandsproduktes das geschätzte Produktionspotenzial, würde die EZB heute ebenso wie früher die Bundesbank bereits im Voraus auf einen Restriktionskurs einschwenken, ohne dass eine nennenswerte Gefährdung der Preisstabilität in Gestalt von Überschreitung der Ziel-Inflationsrate vorliege. Man könne nie im Voraus ein Produktionspotenzial festlegen.
Die Lohnpolitik soll laut Flassbeck darauf hinwirken, dass es gesamtwirtschaftlich zu „verteilungsneutralen“ Lohnanpassungen komme. Die optimale Lohnsteigerungsrate ergebe sich aus der Addierung von Inflationsrate und dem Anstieg der Arbeitsproduktivität. Den Flächentarifvertrag hält Flassbeck dabei für die mit der Marktwirtschaft am besten zu vereinbarende Lösung. Dieser Mechanismus setze das Law of one price, das Gesetz des gleichen Preises für gleiche Güter, gegen die Unvollkommenheiten und Informationsasymmetrien des Arbeitsmarktes durch.

### Währungsunion
Flassbeck sieht eine Währungsunion primär als „Inflationsgemeinschaft“ an. Dies bedeutet, dass alle Mitgliedsländer einer Währungsunion die gleiche Preisveränderungsrate aufweisen müssen. Zu erreichen sei dies nur durch eine Angleichung des Wachstums der Lohnstückkosten mit dem Ziel, die preisliche Wettbewerbsfähigkeit aller Staaten zu gewährleisten und hohe Leistungsbilanzüberschüsse wie -defizite zu vermeiden. Als Konsequenz für die Eurozone fordert er, dass alle Eurostaaten die Zielinflationsrate der Europäischen Zentralbank einhalten müssen. Da Deutschland durch sein Konzept der „Lohnzurückhaltung“ seit Einführung der Währungsunion diese Zielinflationsrate erheblich unterschritten hat, während sie von anderen Staaten eingehalten oder etwas überschritten wurde, habe die deutsche Industrie in großem Stil Marktanteile auf Kosten anderer Länder der Eurozone gewonnen.
Als Lösung für dieses Problem, das er als die grundlegende Ursache für die Eurokrise ansieht, schlägt Flassbeck eine Koordinierung der Lohnpolitik in der Europäischen Währungsunion vor. Vor dem Hintergrund, dass die Möglichkeit von Auf- und Abwertungen durch den Wegfall der nationalen Währungen nicht mehr gegeben ist, sei die einzige Alternative eine reale Abwertung der Staaten mit hohen Leistungsbilanzdefiziten wie Spanien, Portugal, Griechenland und Italien sowie eine reale Aufwertung von Deutschland – bewirkt über dauerhaft höhere Lohnsteigerungen in Deutschland als im Rest der Eurozone.

### Wirtschaftswunder
Das „Wirtschaftswunder“ der 1950er und 1960er Jahre führt Flassbeck nicht auf die Wirtschaftspolitik von Ludwig Erhard und dessen nur zum Teil umgesetztes Konzept einer ordoliberalen „Sozialen Marktwirtschaft“ zurück, sondern auf die amerikanische Geldpolitik, die in der Zeit des Bretton-Woods-Systems (bis etwa 1973) das deutsche Zinsniveau maßgeblich beeinflusst habe. Auch die stabilen Wechselkurse, welche sich in einer oft unterbewerteten D-Mark widerspiegelten, hätten das Aufholen der europäischen Volkswirtschaften entscheidend begünstigt. Weiterhin vergleicht Flassbeck das deutsche Wirtschaftswachstum der „Wirtschaftswunderjahre“ mit dem anderer Volkswirtschaften und kommt zu dem Ergebnis, dass Deutschland nur in den 1950er Jahren leicht höhere Wachstumsraten als Frankreich und Italien habe aufweisen können, aber schon in den 1960er Jahren unter den Durchschnitt dieser Länder zurückgefallen sei. Im Vergleich mit dem Wachstum der japanischen, wesentlich weniger auf Marktwirtschaft und Wettbewerb ausgerichteten Wirtschaft erscheine das Wirtschaftswunder „wie ein Spaziergang“. Nur das Vereinigte Königreich habe mit dieser kontinentaleuropäischen und japanischen Entwicklung nicht mithalten können.

## Stellungnahmen zur Wirtschaftspolitik
Heiner Flassbeck bezieht medial vielfältig Stellung zu wirtschaftspolitischen Fragen, so etwa in den Printmedien Handelsblatt, Zeit, Frankfurter Rundschau, junge Welt oder taz. Er vertritt in den Medien häufig volkswirtschaftliche und wirtschaftspolitische Positionen, die dem Keynesianismus, aber auch Joseph Schumpeter und Wilhelm Lautenbach verpflichtet sind. So forderte er im April 2010 angesichts der beginnenden, in Deutschland oft als Eurokrise bezeichneten Währungskrise, „die Geschäfte der Zocker und die normalen Marktaktivitäten“ von Banken zu trennen. Die Funktion der Ratingagenturen solle nicht länger Privaten überlassen werden. Die von Griechenland eingeforderte Austeritätspolitik sei unrealistisch; das Grundproblem sei nicht Griechenland, sondern das ökonomische Ungleichgewicht im Wirtschaftsraum Europa, insbesondere was die Wettbewerbsfähigkeit der südeuropäischen Mitgliedsländer angeht.
Eine funktionierende Marktwirtschaft im 21. Jahrhundert habe folgende Notwendigkeiten: „Es wird eine Global Governance nötig. Globalisierung braucht weltweite Regeln. Die G-20-Staaten sind ein Schritt dahin, wenn auch nicht der beste. Besser wäre die UNO, aber dort dauern die Dinge sehr lange. Zudem muss die Währungsunion gerettet werden, sonst fällt auch die EU auseinander. Drittens muss innerstaatlich die Teilhabe aller Menschen gesichert werden. Die Löhne müssen steigen – wie der Produktivitätszuwachs. Beim Klimaschutz darf der Ölpreis nicht mehr von Spekulationen bestimmt werden – er gehört aus dem Marktsystem heraus und dann überstaatlich gesteuert.“
Im Mai 2013 schrieb Flassbeck, dass es unverantwortlich sei, die Möglichkeit eines Ausstiegs aus dem Euro aus der politischen Diskussion zu verdrängen, und dass Deutschland in einem Ausstiegsszenario zweifellos hart getroffen würde. Als Lösungsmöglichkeit für die Krise in der Eurozone forderte er, dass Deutschland seine Position radikal verändern müsse, um durch angemessene Lohnsteigerungen in Deutschland das Gefälle der Wettbewerbsfähigkeit in der Eurozone zu verringern. Darüber, ob die Bundesregierung sich in der Eurokrise erfolgreich verhalte, äußerte sich Flassbeck in einem Interview mit n-tv wie folgt: „Bei der Binnenkonjunktur ist nichts passiert. Die anderen Länder haben wir an die Wand gefahren, unsere Kunden sind auf dem Weg in die Pleite […] Ich weiß nicht, ob man das erfolgreich nennen kann.“

## Publikationen (chronologisch)
- Umwelt und Wirtschaft. Von Heiner Flassbeck und Gerhard Maier-Rigaud, Tübingen 1982, ISBN 3-16-344528-4.
- Freihandel, GATT und das internationale Währungssystem. Tübingen 1985, ISBN 3-16-344959-X.
- Preise, Zins und Wechselkurs. Tübingen 1988, ISBN 3-16-345343-0.
- Rigide Preise, flexible Mengen. Von Heiner Flassbeck, Gustav Adolf Horn und Rudolf Zwiener, Berlin 1992, ISBN 3-428-07521-8.
- Rot-Grün – noch ein Projekt? Hannover 2001, ISBN 3-930345-25-0.
- Glasperlenspiel oder Ökonomie – Der Niedergang der Wirtschaftswissenschaften. In: Blätter für deutsche und internationale Politik, Ausgabe 9/2004, S. 1071–1079.
- 50 einfache Dinge, die Sie über unsere Wirtschaft wissen sollten. Frankfurt 2006, ISBN 3-938060-08-5.
- Das Ende der Massenarbeitslosigkeit. Mit richtiger Wirtschaftspolitik die Zukunft gewinnen. Von Heiner Flassbeck und Friederike Spiecker, Frankfurt 2007, ISBN 978-3-938060-20-9.
- Gescheitert. Warum die Politik vor der Wirtschaft kapituliert. Frankfurt 2009, ISBN 978-3-938060-22-3.
- Die Marktwirtschaft des 21. Jahrhunderts. Frankfurt 2010, ISBN 3-938060-54-9.
- Zehn Mythen der Krise. Berlin 2012, ISBN 978-3-518-06220-3
- Irrweg Grundeinkommen. Die große Umverteilung von unten nach oben muss beendet werden. Von Heiner Flassbeck, Friederike Spiecker, Volker Meinhardt und Dieter Vesper, Frankfurt 2012, ISBN 978-3-86489-006-2.
- Handelt Jetzt! Das globale Manifest zur Rettung der Wirtschaft. Von Heiner Flassbeck, Paul Davidson, James K. Galbraith, Richard Koo und Jayati Ghosh, Frankfurt 2013, ISBN 978-3-86489-034-5.
- 66 starke Thesen zum Euro, zur Wirtschaftspolitik und zum deutschen Wesen. Frankfurt 2014, ISBN 978-3-86489-055-0.
- mit Koautor Costas Lapavitsas: Nur Deutschland kann den Euro retten: Der letzte Akt beginnt. Westend Verlag, Frankfurt am Main 2015. ISBN 978-3-86489-096-3 (Print); ISBN 978-3-86489-586-9 (E-Book). [Rezension in DEUTSCHLANDRADIO KULTUR, 28. Februar 2015: http://www.deutschlandradiokultur.de/euro-krise-drehbuch-fuer-den-grexit.1270.de.html?dram:article_id=312883]
- mit Koautor Jörg Bibow: Das Euro-Desaster: Wie deutsche Wirtschaftspolitik die Eurozone in den Abgrund treibt. Westend Verlag, Frankfurt am Main, 2018, ISBN 978-3-86489-215-8 (Print); ISBN 978-3-86489-709-2 (E-Book).
- mit Koautor Paul Steinhardt: Gescheiterte Globalisierung: Ungleichheit, Geld und die Renaissance des Staates. edition suhrkamp 2722, Berlin 2018, ISBN 978-3-518-12722-3.
- Grundlagen einer relevanten Ökonomik. Westend-Verlag, Neu-Isenburg 2024, ISBN 978-3-86489-414-5.